# Васькино (посёлок, Чеховский район)
Васькино (Рождествено) — посёлок сельского типа в Чеховском районе Московской области, в составе муниципального образования сельское поселение Баранцевское (до 29 ноября 2006 года входил в состав Баранцевского сельского округа).

## Население
| 2002 | 2006  | 2010  |
| ---- | ----- | ----- |
| 1407 | ↗1430 | ↘1412 |

## География
Васькино расположено примерно в 9 км на восток от Чехова, на реке Люторка (левый приток Лопасни), высота центра посёлка над уровнем моря — 178 м.
На 2016 год в Васькино зарегистрирована 1 улица — Лазурная, действуют средняя школа, дом культуры «Каскад», детский сад № 23, библиотека. Посёлок связан автобусным сообщением с райцентром и соседними населёнными пунктами. У западной окраины находится бывшая усадьба Шаховских (Щербатовых) «Васькино».

## Достопримечательности

### Усадьба Васькино

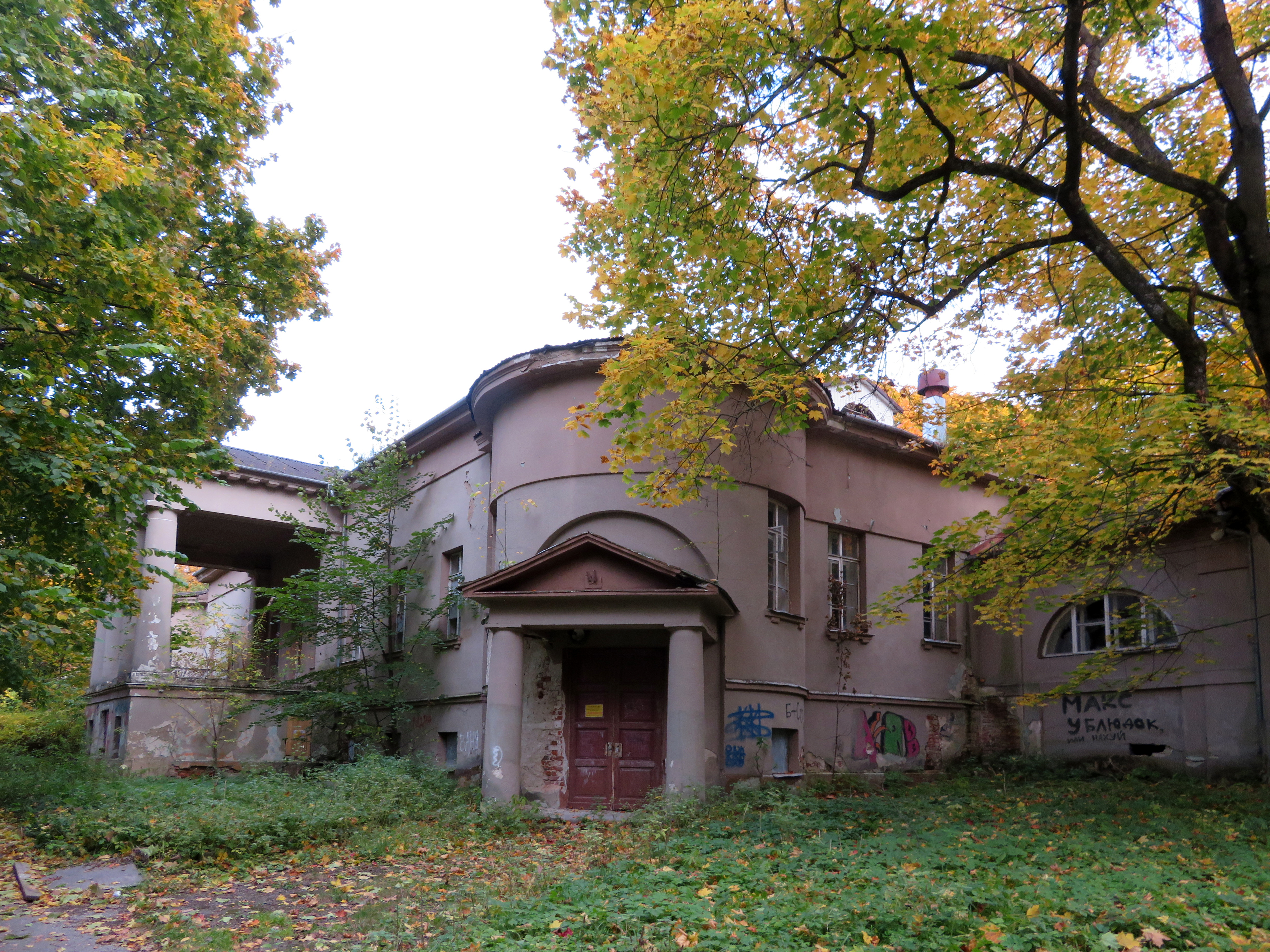
Усадьба «Васькино», главный дом

Усадьба помещика П. И. Рыбина известна с начала XVII века и далее последовательно принадлежала дьяку В. М. Махову и Н. Н. Беглецову. С конца столетия и до 1708 года окольничему М. Т. Лихачеву, потом думному дьяку А. И. Иванову и его наследникам. Во второй половине XVIII века полковнице М. Н. Измайловой, затем коллежскому асессору С. Е. Кроткову. С 1795 года сыну историка князю М. М. Щербатова, полковнику, князю Д. М. Щербатову. В середине XIX века его дочери княжне Е. Д. Щербатовой. С 1885 года её внучатому племяннику князю С. И. Шаховскому. На рубеже XIX—XX веков инженеру флота В. Н. Семенковичу. В 1911 году и вероятно до 1917 года купчихе Е. А. Капканчиковой. Сохранились одноэтажный на высоком цоколе главный дом, построенный в 1825 году из дерева в стиле ампир, реконструированный в конце XIX века и перестроенный в кирпиче в 1969 году (боковые крылья объединены с центральной частью крытыми переходами), каретный сарай начала XIX века, служебные здания рубежа XIX—XX веков, липовый парк с регулярной и пейзажной планировкой с прудами. От церкви Рождества Богородицы 1700 г., перестроенной в 1795 году в готических формах, остался нижний ярус (восстанавливается). На месте флигеля XIX века, в 1970 году построен новый корпус. В усадьбе бывали племянник князя Д. М. Щербатова философ П. Я. Чаадаев и писатель А. П. Чехов.

### Церковь Рождества Богородицы

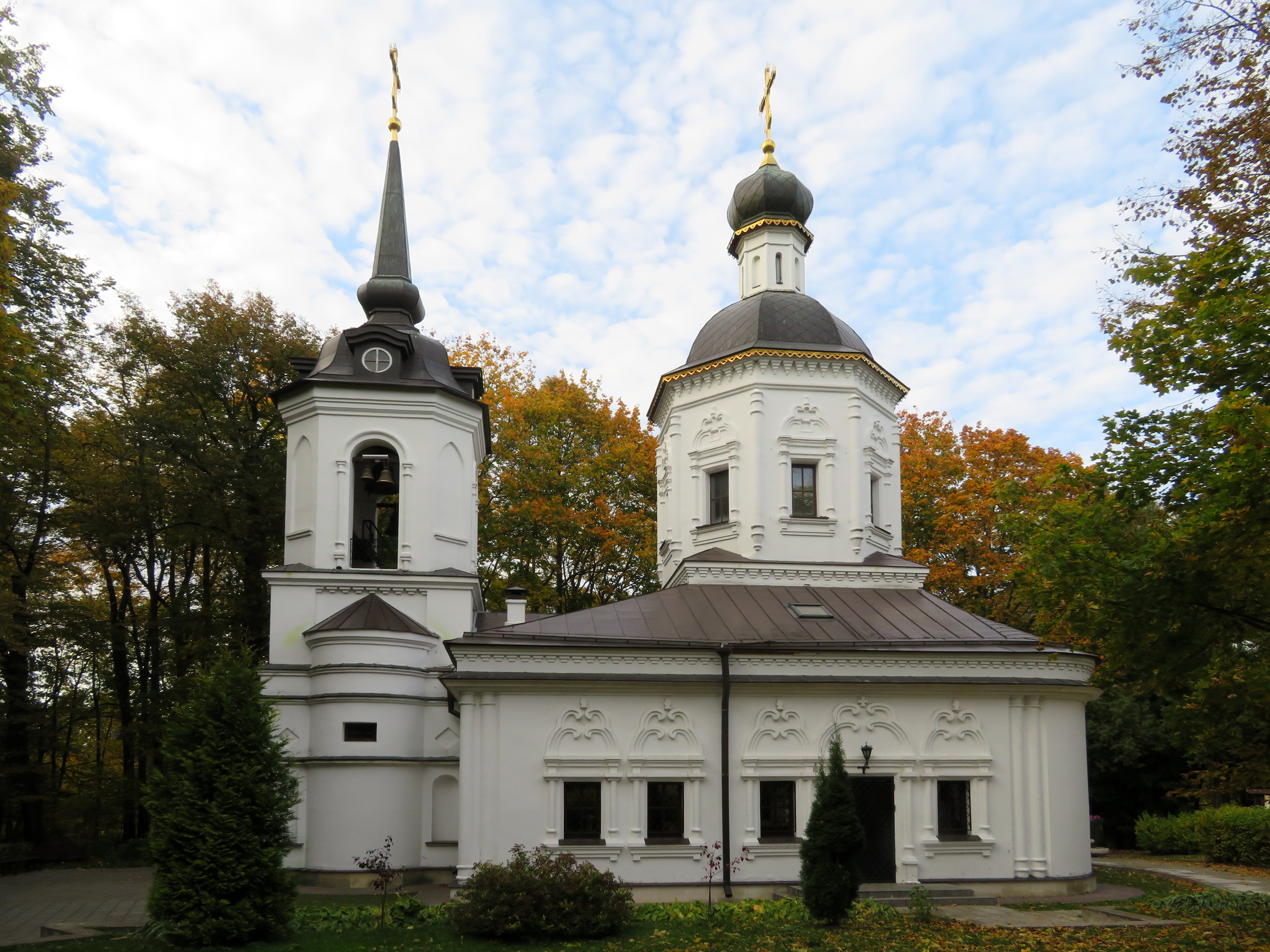
Богородицерождественская церковь в Васькино

### Мемориал павшим войнам в Великую Отечественную войну

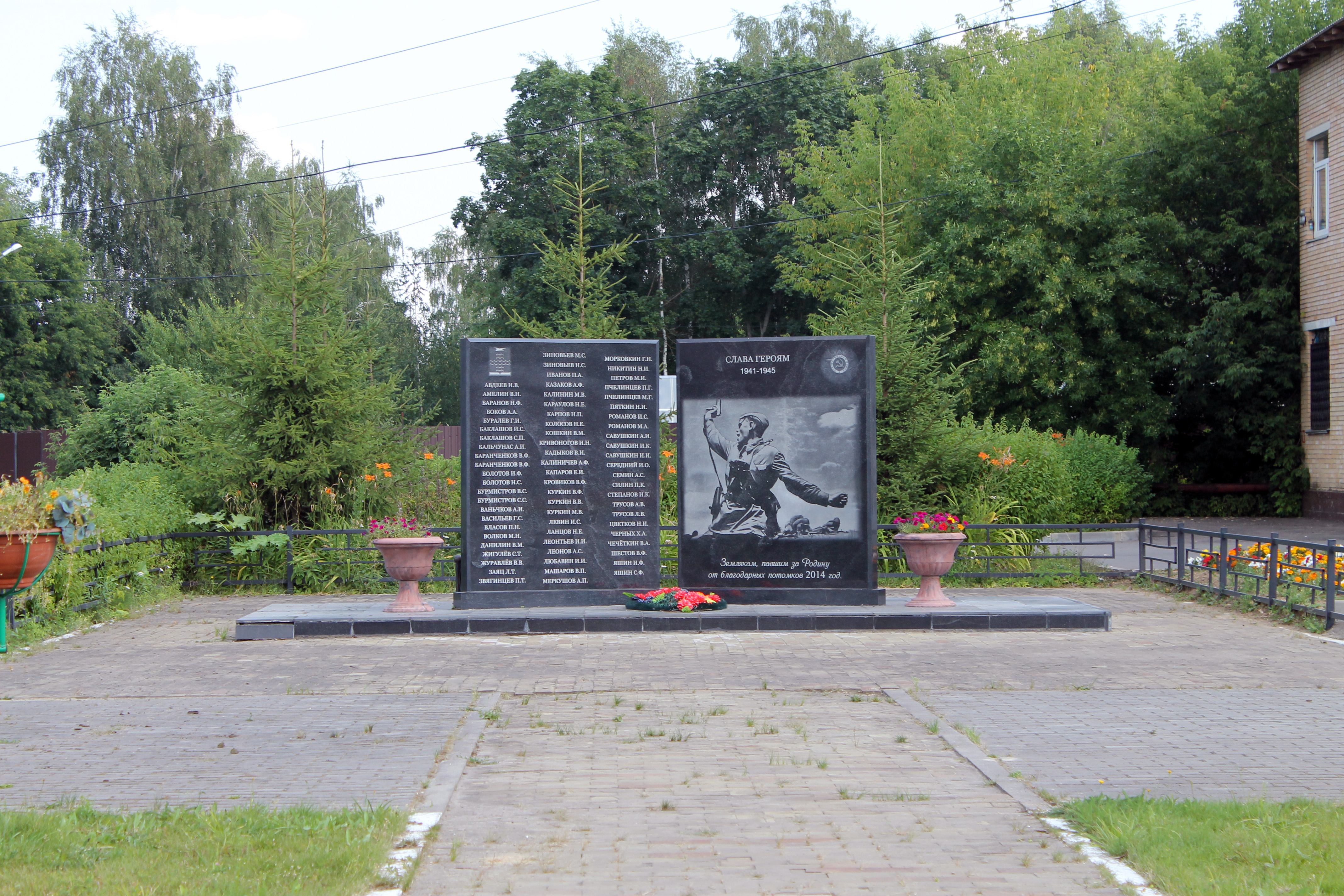
Мемориал павшим войнам в Великую Отечественную войну

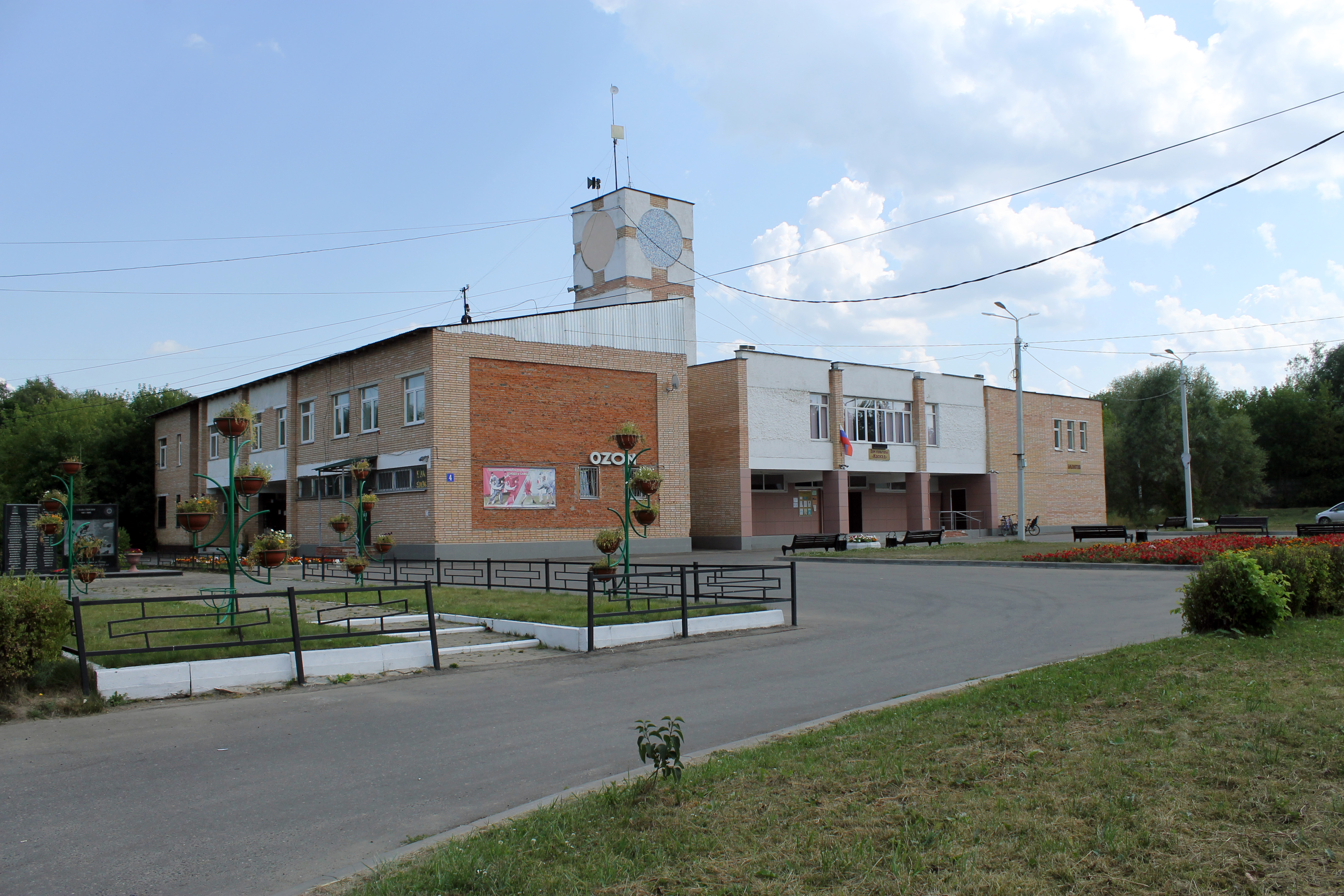
ДК «Каскад»

На территории посёлка у здания ДК «Каскад» находится памятник жителям посёлка, павшим во Вторую мировую войну.